# Arsenio Cañada
Arsenio Cañada Cornejo (Barcelona, 27 de octubre de 1977) es un periodista español.

## Biografía
Realizó sus estudios primarios en la Escuela Pia Sant Antoni y después se licenció en Ciencias de la Comunicación en Periodismo por la Universidad Autónoma de Barcelona, para después incorporarse a Radio Televisión Española en 2000—como becario y al año siguiente con contrato—, en el Centro de Producción de Programas de RTVE Cataluña, como redactor de deportes en los Informativos de TVE Cataluña. 
En el periodo comprendido entre 2000 y 2007, fue narrador de partidos de la LEB y la Euroliga, además de narrar la Liga ACB para TVE Cataluña durante dos temporadas y anteriormente a su etapa como periodista, fue árbitro de básquetdurante cinco años en la Federación Catalana de Baloncesto y jugador de este deporte desde los 9 años, cuando estudiaba en la Escuela Pia Sant Antoni.  
En abril de 2007 sustituyó a Pedro Barthe al frente de las retransmisiones de baloncesto en TVE, fundamentalmente de la Liga ACB, hasta junio de 2014. Después, entre septiembre de 2014 y julio de 2019 fue editor y presentador de la sección de deportes del Telediario Fin de Semana de La 1 de Televisión Española consecutivamente con Marc Martín (2014-2016), Nico de Vicente(2016), Estefanía Rey (2017-2018) y por último en solitario (2016-2017 y 2018-2019). 
Tras finalizar su etapa en el Telediario Fin de Semana, es editor y presentador de TDP Club en Teledeporte, entre septiembre de 2019 y febrero de 2020.
Entre el 1 de febrero de 2020 y el 31 de agosto de 2023 es director de Deportes de RTVE, presentando el bloque de deportes del Telediario 2 de lunes a viernes, entre junio de 2020 y agosto de 2023. Tras su dimisión al frente del Área de Deportes de RTVE en agosto de 2023, es sustituido por Rosana Romero,regresando a RTVE Cataluña.